# Kali (labdarúgó)
Kali, polgári nevén Carlos Manuel Gonçalves Alonso (Luanda, 1978. október 11. –) angolai válogatott labdarúgó.

## Fordítás
- Ez a szócikk részben vagy egészben  a   Kali (footballer) című angol Wikipédia-szócikk fordításán alapul.  Az eredeti cikk szerkesztőit annak laptörténete sorolja fel. Ez a jelzés csupán a megfogalmazás eredetét és a szerzői jogokat jelzi, nem szolgál a cikkben szereplő információk forrásmegjelöléseként.